# Pietro Egidi
Pietro Egidi (Viterbo, 6 de diciembre de 1872 - La Souche, 1 de agosto de 1929), fue un historiador italiano, especialista en la Edad Media.

## Biografía
Tras licenciarse a los veinte años en la Universidad de Roma (5 de diciembre de 1892), Egidi pasó un largo tiempo enseñando en varios colegios italianos: primero como profesor de letras en las escuelas de enseñanza secundaria de L'Aquila y de Arpino, y posteriormente de historia y geografía en las escuelas de formación profesional de Agrigento, Terni y Forlì, para terminar en Nápoles, donde estuvo entre 1904 y 1912. En 1910 obtuvo en Roma la habilitación para impartir docencia en instituciones universitarias (libera docenza) y desde 1912 impartió clases como docente extraordinario en la Universidad de Mesina. En 1915 se trasladó a la Universidad de Turín, donde sucedió a Pietro Fedele, primero como encargado de curso y, a partir de 1916, como titular de la cátedra.
Fue director de la Rivista Storica Italiana desde 1923.  Desde 1924 fue también miembro del Instituto Histórico Italiano para la Edad Media, puesto al que renunció en 1926 para dedicarse íntegramente a la investigación y a la enseñanza.
Fue autor de numerosos ensayos sobre la Edad Media, de una notable biografía sobre Manuel Filiberto, Duque de Saboya, y de varios escritos sobre temas heterogéneos, incluyendo obras dedicadas a la ciudad de Viterbo y a su territorio.
Murió de repente el 2 de agosto de 1929, tras sufrir una indisposición, mientras se encontraba de vacaciones en Courmayeur, en compañía del historiador del arte Lionello Venturi y de Guglielmo Pacchioni, director de la Galería Sabauda.

## Obras

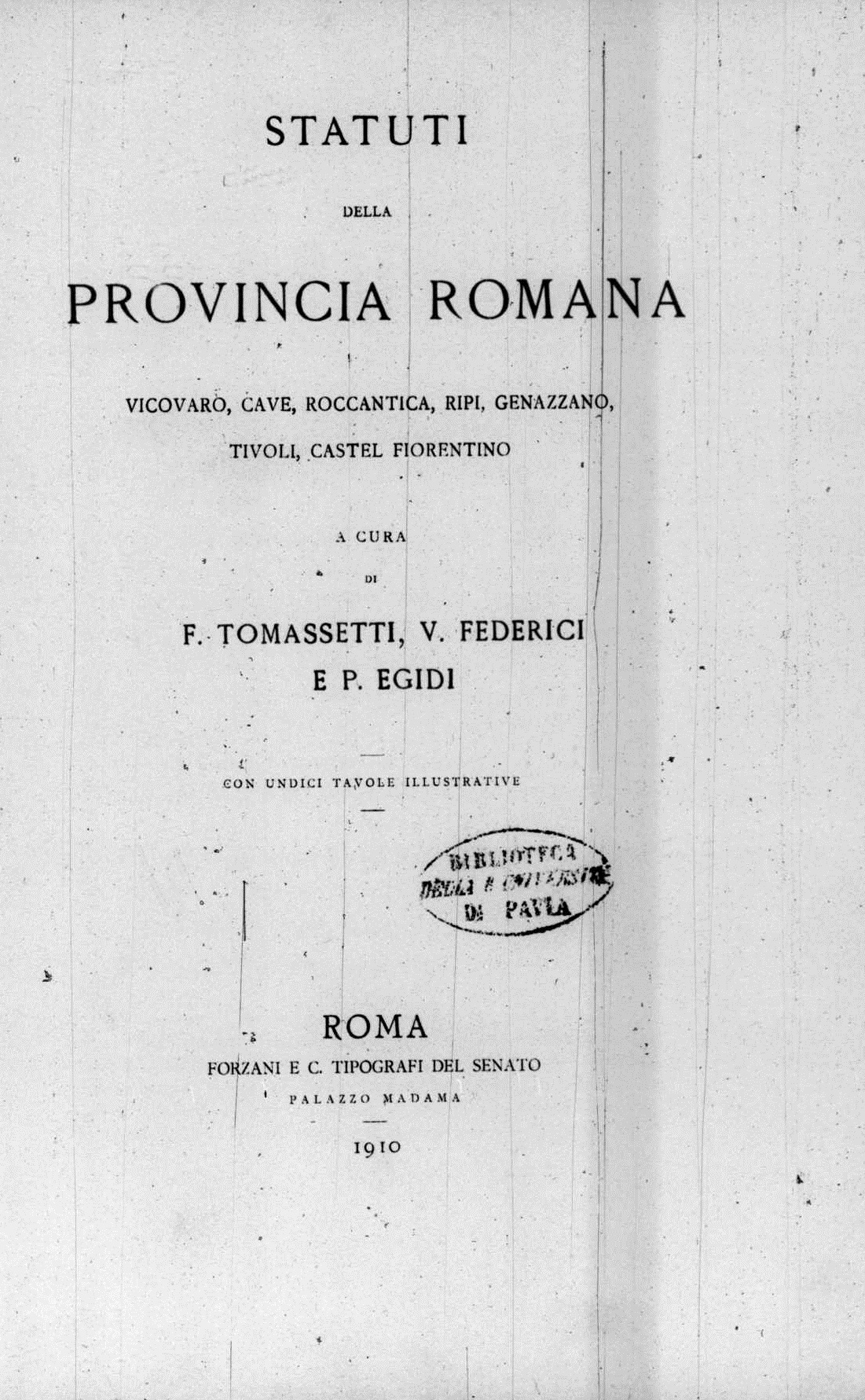
Statuti della provincia romana, 1910

- Canzoni e cantilene popolari di Arpino, Viterbo, 1899
- Memorie dell'orfanotrofio della Divina Provvidenza di Viterbo, Viterbo, 1903
- I disegni degli affreschi di Benozzo Gozzoli in S. Rosa di Viterbo, Perugia, 1904
- "Chi era l'uccisore di Cola di Rienzo",  en Miscellanea per le nozze Crocioni-Ruscelloni, Roma, 1908, pp. 141-146
- Vincenzo Federici; F. Tommassetti; Pietro Egidi (1910). Statuti della provincia romana. Roma: Forzani e C.
- La colonia saracena di Lucera e la sua distruzione, 1911-14
- Necrologi e libri affini della provincia romana, 2 volúmenes, 1908-14
- La Communitas Siciliae del 1282, Tipografia D'Angelo, 1915
- Codice diplomatico dei Saraceni di Lucera, 1917
- Ricerche sulla popolazione dell'Italia meridionale nei secoli XIII e XIV, 1920
- Edizione critica delle tragedie manzoniane, Turín, 1921
- (con G. Falco), Storia dei popoli civili, manual las escuelas de formación profesional, Génova, 1925
- Emanuele Filiberto. 1559-1580, Paravia, Turín, 1928 (continuación de Arturo Segre, Emanuele Filiberto (1528-1559), 1928)

Ediciones póstumas
- "Gli statuti viterbesi del 1237-38, del 1251-52 e del 1356" en Statuti della provincia romana, V. Federici (ed.), Roma, 1930
- Mezzogiorno medievale e Piemonte moderno, antología póstuma de ensayos preparada por F. Lemmi.